# Holbiche japonaise
Apristurus japonicus
Espèce
Statut de conservation UICN

 DD  : Données insuffisantes

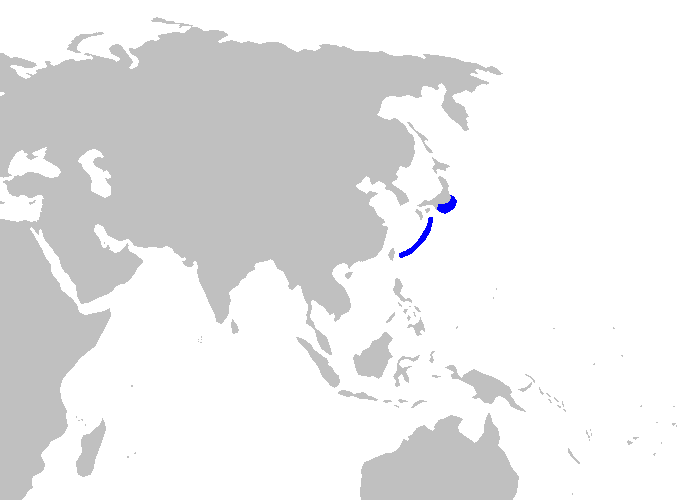
Répartition de l'espèce.

La holbiche japonaise (Apristurus japonicus) est un requin vivant à l'ouest de l'océan pacifique.